# Eupithecia denotata
Eupithecia denotata (conocida en Europa como polilla campanula, por la planta del que se nutre), es una especie de polilla de la familia Geometridae. La especie fue descrita por primera vez por Jacob Hübner habiendo sido descrita en 1813, pero categorizada como Eupithecia jasioneata por H. H. Crewe en 1881. Tiene gran distribución en el Paleártico, desde el este de Europa, Asia Central y China. Se han descrito tres subespecies: Eupithecia denotata denotata, Eupithecia denotata hellenata (Schutze, 1959) y Eupithecia denotata jasioneata (Crewe, 1881), que recibe su nombre por la planta que consume.

## Descripción
Es una polilla pequeña con una envergadura de 20 milímetros (0,8 plg) y de color marrón brillante, grisáceo que tiende al rojizo. Tiene gran similitud con otra polilla del paleártico, E. absintiata, pero en general menos rojizo. El punto discal es bastante grande pero más redondeado que alargado. Las líneas transverales son muy débiles, incluso en el margen costal rara vez están muy acentuadas, la posmediana suele estar bastante mejor marcada, especialmente en las venas, seguida distalmente por una banda ligeramente pálida (línea doble). La línea subterminal es discernible pero más bien débil, no realmente blanco, sólo un poco ensanchado cerca del ángulo posterior. El ala trasera es más pálida, bastante bien marcada, especialmente debajo, donde la posmediana está doblada rectangularmente en el tercer radial. 

### Larvas
Las orugas es de color marrón pálido con manchas marrones en forma de diamante en el dorso, estas son más oscuras en las esquinas exteriores. Las plantas alimenticias para las orugas son la campanilla de hojas del género Campanula, incluida la Campanula trachelium y la campanilla gigante C. latifolia, de donde larvas se alimentan de las cápsulas de las semillas.
Las orugas de la subespecie jasioneata se alimentan de Jasione montana. Las orugas tienen gran parecido con las larvas de la especie E. innotata. Las larvas se pueden encontrar de agosto a octubre. Pasa el invierno como pupa.

## Ciclo de vida
Suelen ser especie de una sola cría. Los adultos son muy raramente vistos, que vuelan en el mes de julio. La mayoría de los registros son de sus orugas. Es probable que el ramoneo habitual de las flores de las plantas alimenticias por parte de ciervos del género Muntiacus haya provocado la extinción de esta especie en condados en Europa, ya que el número de tallos de estas plantas con flores ha disminuido de forma bastante significativa.
Los huevos se ponen principalmente en flores jóvenes. La pupación suele tener lugar a lo largo del mes de octubre, normalmente en un capullo en el suelo o, más raramente, en la cápsula del fruto. La oruga vive dentro o sobre las flores y frutos, y a principios de otoño se alimenta también de las semillas en las cápsulas perforadas, incluso en plantas completamente muertas a finales de septiembre o principios de octubre, especialmente si han sido humedecidas por la lluvia o el rocío.

## Distribución
Es una polilla con distribución amplia de Europa a Asia pero suele ser escasa y muy localizada en sus hábitats. Se ha descrito en bordes de caminos, bosques caducifolios soleados y bosques mixtos soleados. Se han descrito sintipos en los alrdedores de Yining, China.
Se encuentra en suelos calcáreos del sur de Inglaterra, con registros dispersos hacia el norte, hasta Lincolnshire y Gales del Sur. La subespecie jasioneata está restringida a partes del suroeste de Inglaterra, Gales e Irlanda y la Isla de Man. En algunos lugares todavía ocurre con más frecuencia, como en algunas partes del Jura de Suabia. En otros, su aparición es variada, por ejemplo en la provincia de Namur, la polilla no había sido descrita antes de 1980, luego apareció ente 1980 a 2004, volviendo a desaparecer desde entonces. Por su parte, en la vecina provincia de Luxemburgo, la especie ha sido descrita desde antes de 1980 y permanecido en sus hábitats sin interrupción.
E. denotata puede verse amenazada localmente por el corte de bordes de caminos y senderos forestales en época de larvas y por una forestación densa.